# Maurizio Domizzi
Maurizio Domizzi (né le 28 juin 1980 à Rome) est un footballeur italien évoluant au poste de défenseur, reconverti comme entraîneur.

## Sélections
- 1998 : Italie -17 ans : 3 sélections, 1 but
- 1998 : Italie -18 ans : 3 sélections, 0 but
- 2000 : Italie espoirs : 1 sélection